# Limenitis hulsti
Limenitis hulsti är en fjärilsart som beskrevs av Edwards 1882. Limenitis hulsti ingår i släktet Limenitis och familjen praktfjärilar. Inga underarter finns listade i Catalogue of Life.